# Acontias kgaladi
Acontias kgaladi е вид влечуго от семейство Сцинкови (Scincidae). Видът не е застрашен от изчезване.

## Разпространение
Разпространен е в Ангола, Ботсвана, Замбия, Намибия и Южна Африка.

## Описание
Популацията на вида е стабилна.